# Насиље
Насиље подразумева злоупотребу силе као акта агресије којим се повређују особе, или уништава власништво. На друштвеном нивоу, посебно опасно је координисано насиље, као што су случајеви рата и тероризма. Од 70-их година 20. века користи се и појам структурног насиља који означава системске форме насиља као што су: расизам, сексизам, национализам, хетеросексизам a омаловажавање старих особа и сл.

## Дефиниција
Насиље је дефинисано од стране Светске здравствене организације као “интернационално коришћење физичке силе или моћи, претеће или стварне, против самог себе, друге особе, или против групе или заједнице, које резултира у или има високу вероватноћу повреда, смрти, психолошког повређивања, лошег развитка, или сиромаштва”, такође група потврђује да убрајање “употребе силе” у његовој дефиницији се проширује на конвенционално значење речи. Ова дефиниција укључује саму намеру извршења дела, без обзира на исход који ствара. Међутим, генерално, било шта што доводи до штете или повреде може бити описано као насиље иако није било планирано као дело насиља (од стране особе или против особе).
На више начина је могуће спречити насиље. Постоји јака веза између нивоа насиља променљивих фактора као што су концентровано сиромаштво, неједнакост полова и прихода, штетно конзумирање алкохола и недостатак сигурног, стабилног и неговатељског односа између деце и родитеља. Стратегије које се боре против основних узрока насиља могу бити ефикасне у превентиви насиља.

### Типови насиља
Насиље се може поделити на три категорије:
- Насиље усмерено ка самом себи
- Насиље између особа
- Колективно насиље

Насилно деловање може бити:
- Физичко
- Сексуално
- Психичко
- Емоционално

Ова базична категоризација разликује насиље које особа може нанети себи, насиље нането од стране друге особе или мале групе, и насиље нането од стране веће групе, као сто су државе, организоване политичке, војне групе и терористичке организације. Ове три опште категорије су даље дељиве на више специфичних типова насиља.

### Насиље усмерено ка самом себи
Насиље усмерено ка самом себи може бити подељено на суицидно понашање и самоповређивање. Прва група укључује суицидне мисли, покушај самоубиства и већ извршена самоубиства. Самоповређивање, са друге стране, укључује дело наношења повреда самом себи.

#### Колективно насиље
Колективно насиље је подељено на структурално и економско насиље. За разлику од остале две категорије, подкатегорије колективног насиља наводе могуће мотиве за извршење од стране велике групе индивидуа или државе. Колективно насиље које је почињено да унапреди одређени социјални план који укључује, на пример, злочине мржње од стране организоване групе, терористичка дела или насиља банди. Политичко насиље укључује рат и повезане насилне конфликте, државно насиље и слична дела почињена од стране већих група. Економско насиље укључује нападе већих група мотивисаних економском добити – као што су напади спроведени са сврхом ометања економске активности, лишавања приступа основним сервисима, или стварање економских фрагментација.

#### Рат
Рат је стање продуженог насилног конфликта великих размера укључујући две или више групе људи, обично под управом владе. То је најекстремнији облик колективног насиља. Рат је вођен као средство решавања територијалног и других конфликата, као ратна агресија да се освоји територија или заплењивање ресурса у националној самоодбрани или ослобађању или да се зауставе покушаји отцепљивања дела државе. Познати су идеолошки, верски И револуционарни ратови.

#### Нефизичко
Насиље укључује она дела која резултују из односа, укључујући претње и застрашивање, занемаривање и чинове одбацивања. То нефизичко насиље има широк домен исхода – укључујући психичко повређивање, сиромаштво или лош психички развој.
Поједини аудиовизуелни садржаји, укључујући и цртане филмове попут Саут Парк-а и Срећни шумски пријатељи, садрже сцене насиља различитих врста.

#### Насиље између особа
Насиље између особа се дели у две поткатегорије: породично и насиље између интимних партнера – то је насиље углавном између чланова породице, обично, али не искључиво, се дешава у кући; насиље у заједници – насиље између особа које су неповезане и које могу, а не морају да се познају, генерално се дешавају изван куће. Прва група укључује форме насиља као што су злостављање деце, насиље између интимних партнера и злостављање старијих особа. Друга група укључује вршњачко насиље, насумични чинове насиља, силовање и сексуални напад од стране непознатих особа, и насиље у институцијама као што су школе, радна места, затвори и старачки домови.

#### Злостављање деце
Односи се на злостављање и занемаривање деце млађе од 18 година. Укључује разне врсте физичког и емоционалног малтретирања, као што су сексуална узнемиравања, занемаривања, немарност и разне дечије експлоатације, које резултују нарушавањем дечијег здравља, онемогућавањем преживљавања, развитка или достојанства у контексту одговорности, поверења и снаге.
Злостављање деце је глобални проблем са озбиљним дугорочним последицама, као што су комплекси и потешкоће приликом учења.
Последице дечијег злостављања укључују дугорочно оштећење физичког и психичког здравља, као и нормалног социјалног и радног функционисања (на пример школа, посао и потешкоће у односима).

#### Насиље међу младима
Према Светској Здравственој Организацији, омладина је дефинисана као група људи у раздобљу од 10 до 29 година. Насиље међу младима се односи на насиље које се дешава мећу омладином и укључује дела, од психичког малтретирања и туча, преко озбиљних сексуалних и физичких напада до убиства.
Ово насиље има озбиљне, често дугорочне, утицаје на психичко и социјално функционисање појединца.

#### Сексуално насиље
Сексуално насиље је било које сексуално дело, покушај да се придобије сексуална радња, нежељени сексуални коментари, чин трговине или било која радња против сексуалности особе коришћењем принуде, од стране било које особе без обзира на однос са жртвом или околности.
Сексуално насиље може имати краткорочне или дугорочне последице на физичко, ментално, сексуално и репродуктивно здравље за жртву и њихову децу. Уколико се деси у току детињства, сексуално насиље може довести до проблема са пушењем, дрогом и алкохолом, као и проблематичним сексуалним понашањем у даљем животу. Такође, постоји могућност да жртве насиља касније постају извршиоци злочина.

### Фактори
До насиља не доводи само један фактор, већ га проузрокује комплекс фактора, који се испољавају на различитим нивоима. Социо-еколошки модел са четири нивоа се обично користи за проучавање насиља.
Први ниво идентификује биолошке и личне факторе, који утичу на понашање особе и повећавање вероватноће да од жртве постану извршиоци насиља.
Други ниво се фокусира на блиске односе, као сто су они са породицом и пријатељима. Уколико дете има пријатеље који подстичу насиље повећава се могућност да у каснијем добу и оно само постане жртва или починилац насиља.
Трећи ниво приказује утицај заједнице. Ризик на овом нивоу може бити погођен факторима као што су постојање локалне трговине дрогом, недостатак социјалних веза, и сконцентрисано сиромаштво.
Четврти ниво истражује широке социјалне факторе који помажу у стварању окружења у коме је насиље оправдано или пак охрабрено: неактивност криминалног правног система, доступност оружја, изложеност насиља у медијима, или политичка несигурност.

#### Психологија
Узроци насилног понашања су честа тема истраживања у психологији. Неуробиолог Јан Волавка наглашава да је насилно понашање дефинисано као намерна физичка агресија према другој особи.
Будући да је насиље ствар перцепције, психолози су установили различитост у томе да ли људи доживљавају одређена физичка дела као насиље. На пример, разумевање насиља је повезано са доживљајем односа агресор-жртва: отуда су психолози показали да људи не могу да препознају насиље при пружању одбрамбене силе, чак ни када је она већа од агресорске.
Џејмс Гилиган сматра да се насиље користи за одбрану од срамоте и понижења. Употреба насиља се користи као извор поноса и одбрана части, нарочито међу мушкарцима који верују да на тај начин доказују мушкост.

### Превенција
Претња и спровођење физичког кажњавања је испробан и проверен начин спречавања насиља од давнина. Користе се различити нивои у већини држава.
Најбитнији чиниоци превенције насиља су једнакост полова, стварање друштвених норми, обучавање младих животним вештинама, добар криминално-правни систем, као и поштовање људских права .

### Заједница и култура
Поред смртних исхода и повреда, претежно су заступљени облици насиља (као што су злостављање деце и међупартнерско насиље) који имају дугорочне последице. Жртва може почети са високо рискантним понашањем, као што су проблеми са алкохолом, дрогом, пушењем, који касније могу довести до канцера, депресије, дијабетеса, и на крају смрти.

#### Економски ефекат
У државама са високим нивоом насиља, економски развитак може бити успорен, лична и колективна сигурност угрожена, као и развој друштва. Велики индиректни проблем насиља је губитак улагања у едукативно-школски систем, повећање социо-економске неједнакости и смањење друштвеног капитала. Поред тога, ове земље нису довољно стабилне за инвестиције.

#### Религија
Религијске и политичке идеологије биле су узрок многим насилним чиновима у прошлости. Идеолози су често оптуживали друге за насиље, на пример, крвна клетка за коју су били оптужени Јевреји.
И присталице и противници рата против тероризма (рат у 21. веку) га сматрају идеолошким и верским ратом.
Виктор Буфаки описује два различита савремена погледа на насиље: први, “минималистички концепт” где је насиље намеран акт прекомерне и разарачке силе; други, “разумљиви концепт” који подразумева кршење права.
Антикапиталисти сматрају да је капитализам насилан, верују да приватно власништво, трговина, интерес и профит преживљавају уз помоћ полиције која их насилно брани, као и да је капиталистичкој економији потребан рат за побољшање. Они користе термин “структурално насиље” којим објашњавају да дата друштвена структура постепено спречавају основне животне потребе, што доводи до смрти великог броја људи, на пример, смртни случајеви изазвани недостатком лекова.